# Hotea
Hotea is een geslacht van wantsen uit de familie van de Scutelleridae (Pantserwantsen). Het geslacht werd voor het eerst wetenschappelijk beschreven door Amyot & Serville in 1843.

## Soorten
Het genus bevat de volgende soorten:

- Hotea acuta Stål, 1865
- Hotea circumcincta Walker, 1867
- Hotea curculionoides (Herrich-Schäffer, 1836)
- Hotea denticulata Stål, 1865
- Hotea gambiae (Westwood, 1837)
- Hotea nigrorufa Walker, 1867
- Hotea redtenbacheri Mayr, 1864
- Hotea subfasciata (Westwood, 1837)